# Louis Partridge
Louis Partridge (Wandsworth, Londres, 3 de junio de 2003) es un actor británico conocido por sus actuaciones en las miniseries Medici: Masters of Florence y Disclaimer , y en las películas de Enola Holmes.

## Carrera profesional
Nació en Londres el 3 de junio de 2003. Comenzó casualmente en la actuación cuando, a los doce años, formó parte de un cortometraje de tres días que le hizo interesarse en la profesión.
A partir de 2016 compaginó su trabajo como actor y sus estudios de nivel secundario, hasta después de graduarse, cuando decidió actuar a tiempo completo. Aunque no ha realizado estudios formales de actuación, se encuentra interesado en un papel que pueda «hacer algo que implique acción o acrobacias» y trabajar con los directores Luca Guadagnino y Martin Scorsese.
El rol de Piero de Medici en la miniserie Medici: Masters of Florence lo convirtió en un rostro conocido para el público. Luego resultó la revelación del elenco de la película de Netflix Enola Holmes, donde personificó a Lord Tewksbury. Fue alabado por la naturalidad de su actuación en el primer papel importante de su carrera. Repitió su rol en la secuela de la película Enola Holmes 2 (2022).
En 2019 se unió al elenco del filme de Livia De Paolis, The Lost Girls, que se estrenó en 2022 y donde personifica a Peter Pan. En 2022 protagonizó la miniserie biográfica Pistol, basada en la banda musical Sex Pistols, donde interpretó a uno de sus miembros: Sid Vicious. También tuvo un pequeño papel en la película Argylle (2024), donde personificó al personaje principal de joven. En ese mismo año, tuvo un papel protagónico en la serie de Apple TV Disclaimer, donde interpreta a Jonathan Brigstocke.

## Vida personal
Su pasatiempo es el piano. Practica skate y jugó rugby en el equipo Battersea Ironsides Sports Club. Fue una de las mascotas de Inglaterra en el partido de la Copa Mundial de Rugby de 2015 contra Gales, celebrado en el Estadio de Twickenham.
Desde finales de 2023 se encuentra en una relación sentimental con la cantautora estadounidense Olivia Rodrigo.

## Filmografía

### Cine
| Año  | Título original  | Personaje            | Notas         | Ref.   |
| ---- | ---------------- | -------------------- | ------------- | ------ |
| 2015 | Pan              | Minero               | Sin acreditar | [ 5 ]  |
| 2017 | Amazon Adventure | Henry Bates joven    |               | [ 12 ] |
| 2017 | Paddington 2     | G-Man                |               | [ 1 ]  |
| 2020 | Enola Holmes     | Lord Tewkesbury      |               | [ 13 ] |
| 2022 | The Lost Girls   | Peter Pan            |               | [ 21 ] |
| 2022 | Enola Holmes 2   | Lord Tewkesbury      |               | [ 19 ] |
| 2024 | Argylle          | Aubrey Argylle joven |               | [ 23 ] |

### Cortometrajes
| Año  | Título original | Personaje |
| ---- | --------------- | --------- |
| 2014 | About a Dog     | Gav joven |
| 2014 | Beneath Water   | Felix     |
| 2016 | Second skin     | Muchacho  |

### Televisión
| Año  | Título original             | Personaje           | Notas                                | Ref.   |
| ---- | --------------------------- | ------------------- | ------------------------------------ | ------ |
| 2014 | Boomers                     | Alf                 | Episodio: «Joyce's Retirement Party» | [ 27 ] |
| 2019 | Medici: Masters of Florence | Piero de Medici     | 4 episodios (temporada 3)            | [ 8 ]  |
| 2022 | Pistol                      | Sid Vicious         | Protagonista (miniserie)             | [ 22 ] |
| 2024 | Disclaimer                  | Jonathan Brigstocke | Elenco principal (miniserie)         | [ 24 ] |